# オランダ商館日記
オランダ商館日記（オランダしょうかんにっき）は、江戸時代に平戸および長崎にあったオランダ商館歴代館長が記した公務日誌である。

## 概要
第7代平戸商館長・ニコラス・クーケバッケル（1633年9月6日付）以後、最後の商館長ドンケル・クルティウス（1860年2月28日付）の日記まで至る。日蘭関係史の根本史料であり、鎖国政策に果たしたオランダの役割など、近世日本の状況を知る上でも重要である。またオランダ人の日常生活を克明に描写している。もとは長崎出島のオランダ商館に保存されていたが、1852年以後3回に分けて送り出され、オランダハーグ市の国立中央文書館＜日本関係文書＞の部に収められた。マイクロフィルムの複製が東京大学史料編纂所に保管されている。
1976年から同所で、『オランダ商館長日記　日本関係海外史料』「原文編」・「訳文編」（2分冊の刊行もある）に分けられ刊行されている。（2021年現在、原文編は12冊、訳文編は17冊）

## 関連文献
- 日蘭学会編『長崎オランダ商館日記』全10巻、雄松堂出版、1989-99年 - 研究グループ「日蘭交渉史研究会」により1801-23年度分が訳された。
- 永積洋子訳注『平戸オランダ商館の日記』全4巻、岩波書店、1980年
- 永積洋子『平戸オランダ商館日記　近世外交の確立』講談社学術文庫、 2000年
- 永積洋子訳注『ドゥーフ日本回想録』〈新異国叢書〉雄松堂出版、2003年 - 辞典ドゥーフ・ハルマで著名な19世紀前半のカピタン（商館長）。